# Tampa (schip, 1984)
De Tampa is een roll-on-roll-offschip dat in 1984 gebouwd werd in Zuid-Korea door Hyundai Heavy Industries. Het kwam in de vaart als Barber Tampa voor Barber Blue Sea in een serie van drie met daarnaast de Barber Hector en de Barber Texas.
In 1989 werd Barber Blue Sea overgenomen door Wilh. Wilhelmsen en werd het schip omgedoopt naar Tampa. In 2003 werd het omgebouwd.

## Tampa-affaire
In augustus 2001 kreeg de Tampa geen toegang tot de Australische territoriale wateren. Het schip had eerder 438 bootvluchtelingen opgepikt, voornamelijk Hazaren uit Afghanistan. Hun schip van zo'n 20 meter lengte was in nood en de Tampa kreeg het noodbericht. Het containerschip week van zijn koers af om hen te helpen en pikte iedereen op, wat heel de namiddag duurde. De kapitein Arne Rinnan wilde eerst naar Merak in Indonesië varen, maar daar wilden de vluchtelingen niet van weten en sommigen werden toen agressief. De kapitein besloot dan om toch naar Christmas Island, Australië te varen. De gezondheidstoestand van de vluchtelingen was slecht: een deel had luizen, een ander deel schurft, velen waren uitgedroogd en hadden last van diarree en gastro-enteritis. Er was ook een zwangere vrouw bij en 43 kinderen.
Het al dan niet toelaten van deze vluchtelingen veroorzaakte een politieke controverse in Australië in de aanloop naar de federale verkiezingen en een diplomatiek incident tussen Australië en Noorwegen.

## Escalatie
Toen de Tampa toch de Australische territoriale wateren binnenvoer, beval de eerste minister om een Australische elite-eenheid SAS aan boord te laten gaan om het schip te beletten verder naar Australië te varen. De Noorse regering keurde dit af en vond dat de Australische regering haar plicht niet nakwam om zeelieden in nood hulp te bieden volgens internationaal recht.

## Afloop
Uiteindelijk werden de vluchtelingen aan boord genomen van het Australische marineschip HMAS Manoora dat hen naar het eiland Nauru bracht. Ongeveer 150 onder hen kregen later asiel in Nieuw-Zeeland. De bemanning van de Tampa kreeg de Nansen Refugee Award 2002 van het VN-Hoge Commissariaat voor de Vluchtelingen (UNHCR). Kapitein Arne Rinnan werd tot "Kapitein van het jaar" uitgeroepen door Lloyd's List en het Nautical Institute in London.